# Benjamin Bilski

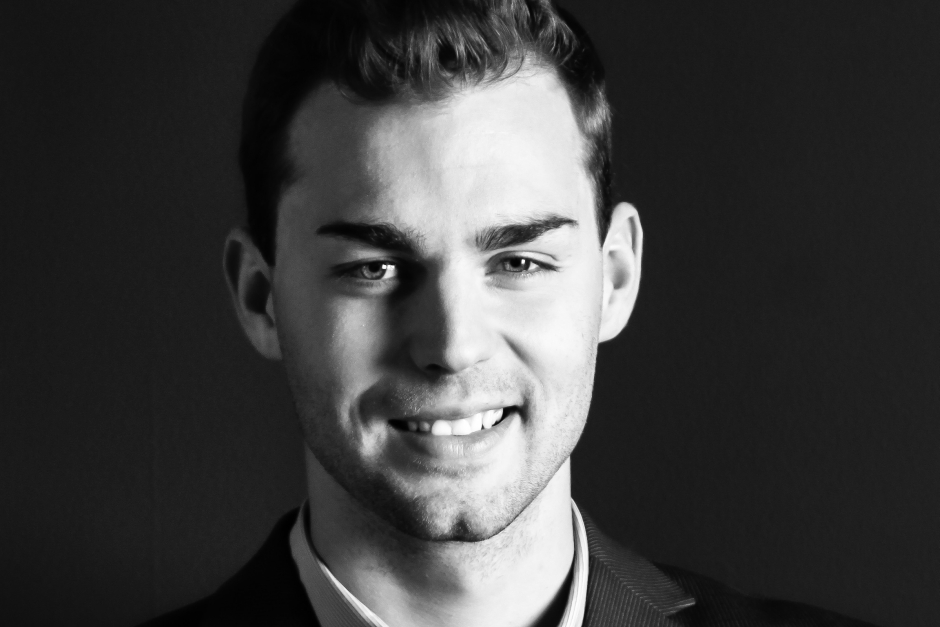
Benjamin Bilski, Founder & CEO SwipeStox and Board Member NAGA Group AG

Benjamin Bilski (* 11. August 1988 in Bad Soden am Taunus) ist ein ehemaliger deutscher Schwimmer und Internet-Unternehmer. Er ist Geschäftsführer bei der Social-Trading App SwipeStox sowie Gründer und Vorstand bei The NAGA Group AG. Zudem ist Bilski Mitbegründer von Angelplatz.de.

## Persönlicher Werdegang
Nach dem Abitur im Jahr 2008 am Wiesbadener Carl-von-Ossietzky-Gymnasium studierte er von 2010 bis 2013 an der accadis Hochschule Bad Homburg. Von 2013 bis 2014 studierte er an der EBS Universität für Wirtschaft und Recht und schloss das Studium mit einem Master in Management ab.

## Sportliche Karriere
Anfang 2000 fing Bilski bei der hessischen SG Wetterau mit dem Leistungssport Schwimmen an und konnte sich früh an die Spitze seiner Altersklassen in den Disziplinen Freistil und Rücken setzen. Nach dem Wechsel zum SC Wiesbaden 1911 e.V. im Jahr 2004 wurde Bilski in die Jugendnationalmannschaft des Deutschen Schwimm-Verbandes berufen. Nach dem Gewinn von mehreren deutschen Jugendmeistertiteln und dem 5. Platz bei den Junioreneuropameisterschaften in Palma 2006, sowie seinem ersten A-Kader-Einsatz in bei den „Open de Paris“ 2007, wurde Bilski 2007 in das Olympia-Perspektivteam des Hessischen Sportbundes berufen.
In den Jahren 2007 bis 2009 war Bilski mehrfach als Deutscher Mannschaftsmeister mit dem SC Wiesbaden 1911 e.V. erfolgreich und erreichte 2. und 3. Plätze über 200 m Schmetterling und 200 m Lagen bei den Deutschen Kurzbahnmeisterschaften (2008, 2009) sowie den 7. Platz beim Schwimm-Weltcup in Berlin 2008.
Im Jahr 2009 gewann Bilski die einzige Medaille der Beckenschwimmer bei den World Games 2009 in Kaohsiung (Taiwan). Bilski beendete seine Schwimmkarriere im Jahre 2010.

## Sportliche Erfolge
- Mehrfacher Hessischer und Süddeutscher Meister
- Deutscher Juniorenmeister über 200 Freistil, 2006
- 5. Platz bei den Junioreneuropameisterschaften 2006 auf Mallorca
- Deutscher Vizemeister bei den Deutschen Kurzbahnmeisterschaften 2008 über 200 m Schmetterling
- 7. Platz über 200 m Freistil Weltcup in Berlin 2008
- Deutsche Meister mit der 4 × 200-m-Freistilstaffel in Berlin 2008
- Deutscher Vizemeister bei den Deutschen Kurzbahnmeisterschaften über 200 m Schmetterling (2009)
- 3. Platz über 200 m Lagen bei den Deutschen Kurzbahnmeisterschaften über 200 m Lagen (2009)
- Deutscher Mannschaftsmeister mit dem SC Wiesbaden 2008
- 3. Platz im 200 m Hindernisschwimmen bei den World-Games in Kaohsiung 2009 mit deutschem Rekord (1:57,00 min)[6]

## Rekorde
| Deutsche Rekorde                    | Deutsche Rekorde | Deutsche Rekorde | Deutsche Rekorde  |
| ----------------------------------- | ---------------- | ---------------- | ----------------- |
| 200 m Hindernisschwimmen (Langbahn) | 01:57,00 min     | 23. Juli 2009    | Kaohsiung, Taiwan |

Stand: 29. August 2016

## Beruflicher Werdegang
Im Alter von 15 Jahren vertrieb er über das Internet MP3-Player. Seit dem Jahr 2009 verkauft er über das Internet Angelsport-Zubehör und gründete den Online-Shop angelplatz.de.
Im Januar 2015 baute Bilski mit der SwipeStox-App ein soziales Netzwerk für Börsenhändler auf. Die App hat mehrere Hunderttausend Nutzer und ist unter anderem durch die deutsche Privatbank Hauck & Aufhäuser finanziert. SwipeStox beschäftigte im August 2016 insgesamt 40 Personen an drei europäischen Standorten.
Parallel gründete Bilski zusammen mit Yasin Sebastian Qureshi (Gründer der Varengold Bank) und dessen Kollegen Christoph Brück das FinTech-Unternehmen The Naga Group AG, das die SwipeStox-Aktivitäten übernahm und weitere Geschäftsmodelle im Finanzbereich entwickelt. The Naga Group ist seit Juli 2017 an der Frankfurter Wertpapierbörse im Segment Scale gelistet, das vor allem Wachstumskapital für Kleine und mittlere Unternehmen bereitstellt.